# Tortella dakinii
Tortella dakinii är en bladmossart som beskrevs av James Hamlyn Willis 1955. Tortella dakinii ingår i släktet kalkmossor, och familjen Pottiaceae. Inga underarter finns listade i Catalogue of Life.